# Schlacht bei Haslach-Jungingen
Kap Finisterre – Wertingen – Günzburg – Haslach-Jungingen – Elchingen – Ulm – Trafalgar – Caldiero – Mehrbach – Lambach – Bodenbühl – Steyr – Amstetten – Mariazell – St. Pölten – Kap Ortegal – Dürnstein – Schöngrabern – Wischau (Vyškov) – Austerlitz – San Domingo
Die Schlacht bei Haslach-Jungingen, auch bekannt als Schlacht bei Albeck, fand am 11. Oktober 1805 nördlich der Donau bei Ulm statt. Die Schlacht war der Versuch der österreichischen Truppen in Ulm unter Feldmarschallleutnant Karl Mack von Leiberich, aus der französischen Umzingelung der Stadt auszubrechen. Sie endete mit einem Sieg der französischen Truppen unter Pierre Dupont.

## Vorgeschichte
Während des Feldzugs an der Donau bewegten sich die Franzosen nach Südosten vorwärts, um die Österreicher einzukreisen. Bei Ulm war eine österreichische Garnison stationiert, von der die französische Militärführung annahm, sie sei nur für die Deckung der Flanke einer größeren Armee zuständig, nicht aber selbst eine große Armee. Durch dieses Manöver hatten die Franzosen den Großteil der österreichischen Truppen in dieser Region umzingelt, ohne genau zu wissen, wo sich die meisten dieser Truppen befanden. Feldmarschall Murat erhielt das Kommando über das VI. Korps im Norden und das V. Kavalleriekommando im Süden. Seine Aufgabe war es, nach Westen aufzubrechen und Ulm einzunehmen. Murat befahl Feldmarschall Michel Ney, mit dem VI. Korps nach Süden vorzurücken. Ney kam dem trotz Zweifel nach und ließ eine Division unter Pierre Dupont im Norden zurück, die von Tillys Kavallerie unterstützt wurde.

## Schlachtverlauf
Es kam zur Schlacht, als von Leiberich und Erzherzog Ferdinand versuchten, die Franzosen, die sie bei Ulm umzingelten, aus ihren Stellungen zu vertreiben. Am Nachmittag des 11. Oktobers standen Duponts Trupp plötzlich rund 35.000 Österreicher gegenüber. Dupont fürchtete, dass er im Falle eines Rückzugs von den Österreichern verfolgt und seine Truppen aufgerieben werden würden. Daher griff er die numerisch deutlich überlegenen Österreicher an. Er hoffte, den Eindruck zu erwecken, er befehlige eine weitaus größere Armee.
Die Franzosen waren in der Lage, einige aggressive Manöver gegen die Österreicher zu führen, die stärkste bei Ulm-Jungingen. Dort besetzte und befestigte ein französischer Trupp eine Kirche und führte Plänkel-Angriffe durch, um österreichische Gegenangriffe abzuschwächen. Von Leiberich konnte aus seiner Kavallerie-Überlegenheit keinen Vorteil ziehen, da dichte Wälder die Flanke von Duponts Position deckten. Schließlich ging er davon aus, dass die Truppen, mit denen er sich gerade im Gefecht befand, Teil eines Spähtrupps seien und keine isolierte Gruppe. Deswegen setzte er nicht alle seiner Truppen gegen die Angreifer ein. Dieser schwere Fehler von Leiberichs ermöglichte es Dupont, die Österreicher bis zum Sonnenuntergang hinzuhalten. Danach zog er sich mit seinen mittlerweile erschöpften Truppen, 6000 gefangengenommenen Feinden und zwei erbeuteten Kanonen nach Brenz zurück. Zusätzlich hatten die Österreicher 1100 Tote und Verletzte zu beklagen. Feldmarschalleutnant von Leiberich, der während des Gefechts leicht verwundet wurde, zog sich mit seinen Truppen nach Ulm zurück.

## Auswirkungen
Von Leiberich hatte eine günstige Gelegenheit, aus der Belagerung auszubrechen, verpasst. Doch seine schwache Führung und Duponts aggressives Handeln hinderte die Österreicher daran, zu fliehen. Über mehrere Tage hinweg hielten nur Dupont und ein paar Kavallerieflügel die nördliche Stellung der Franzosen, während von Leiberich ob des weiteren Verfahrens unentschlossen war. Nach der Schlacht brach ein Streit zwischen Ney und Murat über die Frage aus, wer für die Gefahr verantwortlich war, in die Dupont gebracht wurde. Napoleon unterstützte schließlich Ney. Am 14. Oktober kam es zur Schlacht bei Elchingen, bei der von Leiberich erneut versuchte, die französischen Stellungen zu durchbrechen.